# دنی بات
دنی بات (انگلیسی: Danny Batth؛ زادهٔ ۲۱ سپتامبر ۱۹۹۰) بازیکن فوتبال اهل بریتانیا است.
از باشگاه‌هایی که در آن بازی کرده‌است می‌توان به باشگاه فوتبال ولورهمپتون واندررز، باشگاه فوتبال شفیلد یونایتد، باشگاه فوتبال شفیلد ونزدی، و باشگاه فوتبال کولچستر یونایتد اشاره کرد.